# 4995 Griffin
4995 Griffin este un asteroid din centura principală, descoperit pe 28 august 1984 de Steven Swanson.